# Jean-Pierre Jaussaud
Jean-Pierre Jaussaud, né le 3 juin 1937 à Caen et mort le 22 juillet 2021 à Hérouville-Saint-Clair,, est un pilote automobile français. Il a notamment remporté à deux reprises les 24 heures du Mans, la première fois, en 1978 avec Didier Pironi, au volant d’une Renault Alpine A442B. La seconde victoire remonte à 1980, avec Jean Rondeau et la Rondeau M379.

## Biographie
Jean-Pierre Gérard Jaussaud nait le 3 juin 1937 à Caen. Il est le fils d'un épicier caennais, Gérard Joseph Louis Jules Jaussaud, qui deviendra également directeur de l'entreprise Dumond & Jaussaud, négociant en vin et épicier en gros. Au cours de son enfance, il se passionne pour la vitesse en apprenant à conduire la Citroën 5 CV "Trèfle" de son père sur les pistes de l'aéroport de Caen-Carpiquet. Dans les années 1950, le jeune Jean-Pierre se rend régulièrement sur le circuit de la Prairie à Caen pour observer de nombreux pilotes comme Stirling Moss, son pilote fétiche, Maurice Trintignant ou encore Jean Behra. Désireux de suivre leurs traces, Jean-Pierre Jaussaud effectue de nombreuses sessions de conduite sur un karting, apprenant ainsi les rudiments de la conduite sportive. Il évoquera ses souvenirs de la conduite d'un karting après sa victoire au Mans après un court essai d'un 125 à boîte sur le circuit de  karting de Thiverval.
Écouter
Très à l'aise avec la mécanique, il obtient de son père, à 20 ans, la responsabilité du parc camions de l'entreprise. Il gère également la fabrication des bouchons pour les bouteilles de vin de retour de consigne.
Une occasion s'est présentée et a conforté sa passion naissante. Il fut demandé à son père le prêt d'un camion et une remorque pour aller chercher une voiture de course à l'aéroport de Saint-Gatien près de Deauville (une AC Bristol, une monoplace de l'époque). Jean-Pierre Jaussaud se porte alors volontaire. Il la remorque à la sortie de l'avion mais, sur le chemin du retour vers Caen, il ne peut s'empêcher de s'arrêter et de se mettre au volant. La voiture appartenait au pilote Horace Gould qui, lui, courait sur une Maserati.
En 1962, Jean-Pierre Jaussaud tombe par hasard sur la toute nouvelle revue spécialisée Sport Auto, ce qui le replonge aussitôt dans ses rêves. Dans les pages du magazine, il découvre que le pilote anglais Jim Russell proposait des stages de pilotage. Il emprunte de l'argent à son frère et à sa secrétaire pour pouvoir s'inscrire. Jean-Pierre Jaussaud part en Angleterre avec son ami de karting, Jean-Claude Pallis, et découvre l'objet de ses rêves, une monoplace Lotus 18 qu'il peut alors piloter.
Ainsi, Jean-Pierre Jaussaud commence le sport automobile à 25 ans. Il a suivi les cours de pilotage de l'école de Jim Russell sur le circuit de Snetterton, dans le Norfolk. Après une brève prise en main, il se trouve être plus rapide que les moniteurs sur le circuit anglais. À la même époque, à l’initiative de Jean Bernigaud, créateur du premier circuit de Magny-Cours dans la Nièvre, l’école de Jim Russell crée une filière française, dotée du Volant Shell. Sur ce nouveau tracé, Jean-Pierre Jaussaud est là aussi le plus rapide des 300 prétendants au Volant Shell qu'il remporte en 1963 face à sept finalistes dont Alain Serpaggi et Jean-Paul Behra, le fils de Jean. Au préalable, l’ordre de passage est tiré au sort et quand Jean-Pierre Jaussaud apprend qu’on lui attribuait le no 7, son numéro porte-bonheur, il dit aux autres : « Ce n’est même pas la peine de vous présenter, j’ai gagné ! » Parmi les membres du jury, il y avait Jo Schlesser. Le caennais part alors comme un « dératé ». On lui racontera plus tard que dès le premier virage à gauche, Schlesser a refermé son cahier en disant : « Pas la peine… c’est lui ! » Avec cette victoire, le jovial Normand gagne une Formule 3 Cooper BMC, le "must" en 1964 (voiture qu'il détruira rapidement sur le circuit de Monaco), et sa place en championnat de France de Formule 3.
Jean-Pierre Jaussaud rejoint ensuite l'équipe Matra en 1965, et commence alors la tournée des circuits en Europe et en Amérique du sud en compagnie de Jean-Pierre Beltoise, Henri Pescarolo et Johnny Servoz-Gavin. Tous deviendront pilotes de Formule 1 sauf Jaussaud. Il en était tout à fait capable, mais était trop gentil et a laissé sa place à d'autres. Finalement, il aura eu cinq occasions d'accéder à la catégorie reine mais qui, hélas, ne se sont jamais concrétisées. Cela restera, pour Jean-Pierre Jaussaud, un regret éternel.
Ainsi, ils étaient quatre fines lames chez Matra. Le 8 avril 1967, lors des essais préliminaires des 24 Heures du Mans, Jean-Pierre Jaussaud est témoin de l'accident mortel de son équipier Roby Weber, qui venait de lui emprunter sa Matra 630 à moteur BRM. Jean-Pierre Jaussaud restera trois ans dans la prestigieuse écurie de Jean-Luc Lagardère avant de la quitter. En effet, Matra, qui lance son programme F1 en 1968, décide de renoncer à la F3 mais aussi de "dégraisser" ses effectifs. Dans un premier temps, Johnny Servoz Gavin, décevant en 1967 et un peu trop fantasque, est écarté de l'équipe. Henri Pescarolo rejoint Jean-Pierre Beltoise en F2, alors qu'un simple programme de mise au point du prototype 630 est proposé à Jean-Pierre Jaussaud. Frustré, il décide de quitter Matra. Ce sera le tournant de sa carrière. Entre-temps, Johnny Servoz Gavin, qui s'est racheté une conduite en assurant la mise au point du proto 630 et en remportant quelques succès à son volant, est appelé à remplacer Jackie Stewart, blessé, pour le GP de Monaco. Déjà en 1967, à l'issue d'une course de F2 à Crystal Palace au volant d'une Matra de Ken Tyrrell, le pilote grenoblois avait été approché par Bruce McLaren. Celui-ci, lui proposait le volant d'une de ses Formule 1 pour 1968 si Denny Hulme ne pouvait casser son contrat avec Brabham.
De son côté, toujours en 1968, Jean-Pierre Jaussaud remporte magistralement le Grand Prix de Monaco de Formule 3 au volant d'une Tecno, devant Peter Gethin, Ronnie Peterson et François Cevert. Injustement, et contrairement à la coutume, cette victoire ne lui a pas ouvert les portes de la Formule 1 par la suite. Quelques mois plus tard, à Monza, il est victime d'un grave accident où il est éjecté de sa Formule 2 qui part en tonneaux et s’enflamme. À noter que de 1968 à 1970, Jean-Pierre Jaussaud a remporté trois fois consécutivement la Coupe de Pâques, à Nogaro, avec sa Tecno 68-3 Ford. En 1970, il décroche enfin le titre de champion de France de Formule 3, toujours au volant d'une Tecno avec un nouveau venu dans le sport auto, le "Meubles Arnold Team", du nom d'un fabricant de meubles de Phalsbourg.
En 1971, Jean-Pierre Jaussaud effectue une saison complète en Formule 2 au sein du « Shell Arnold Team » qui engageait des March. L'année suivante, il pilote une Brabham privée et se bat avec Mike Hailwood pour le titre européen de Formule 2, ce dernier finissant par l'emporter. En 1973, Jean-Pierre Jaussaud arrête les courses de monoplaces et se lance en endurance. À partir de 1976, il est engagé par Gérard Larrousse pour intégrer l'équipe Renault Sport. Après deux ans, Jean-Pierre Jaussaud et son équipier Didier Pironi remportent les 24 Heures du Mans, en ayant parcouru 5 044,530 km à une vitesse moyenne de plus de 210 km/h. Pour Jaussaud le doux, le domptage de la suralimentation ne posait paradoxalement pas de problèmes car il réaccélérait tôt, mais progressivement, ce qui laissait au turbo le temps de « répondre » à la sollicitation. Alliant fougue et expérience, l’équipage Jaussaud-Pironi va démontrer tout le potentiel de l’Alpine A442B face aux redoutables Porsche et remporter une éclatante et importante victoire médiatique. Après une course “sans histoire” aux avant-postes, L'Alpine A442B no 2 n'étant jamais positionnée plus loin que 4e au classement provisoire, l'équipage Pironi-Jaussaud prend la tête à la 18e heure de course, remplaçant l'Alpine no 1 de Depailler-Jabouille qui a été contrainte à l’abandon sur ennui mécanique. Ils ne quitteront plus la première place et franchiront la ligne d'arrivée en vainqueurs à 16h00 ce dimanche 11 juin 1978. Lorsque Jean-Pierre Jaussaud s'est retrouvé en tête devant la Porsche 936 de Jacky Ickx, beaucoup de responsabilités reposait sur ses épaules. Initialement, c'était Jean-Pierre Jabouille et Patrick Depailler qui devaient gagner la course. Leur Alpine Renault A443 était plus puissante. C'était une victoire d’équipe et Jean-Pierre Jaussaud ne pouvait pas casser le rêve des 300 personnes qui étaient derrière lui. Alors il écoutait son moteur et tous les bruits. Il était prévu qu'il prenne le dernier relais mais il trouvait que la boîte de vitesses craquait. Il était tellement inquiet qu'il en parla à Gérard Larrousse, le directeur de Renault Sport. Celui-ci demanda alors à Didier Pironi s’il avait entendu ces craquements. Le pilote francilien lui répondit que non et reprit le volant, ce qu'il n’aurait jamais dû faire car il était extrêmement fatigué et avait perdu 8 kg. Cela aurait pu être grave. Épuisé et déshydraté, Didier Pironi s’évanouira même avant de rejoindre le podium où l’attendait Jean-Pierre Jaussaud. Au moment où est entonnée La Marseillaise par les milliers de spectateurs présents, le champion normand fond en larmes. Cette victoire fut acquise grâce à toute une équipe et aux deux pilotes héroïques qui se retrouvèrent quelques jours plus tard sur les Champs-Élysées à Paris pour défiler au volant de leur bolide.

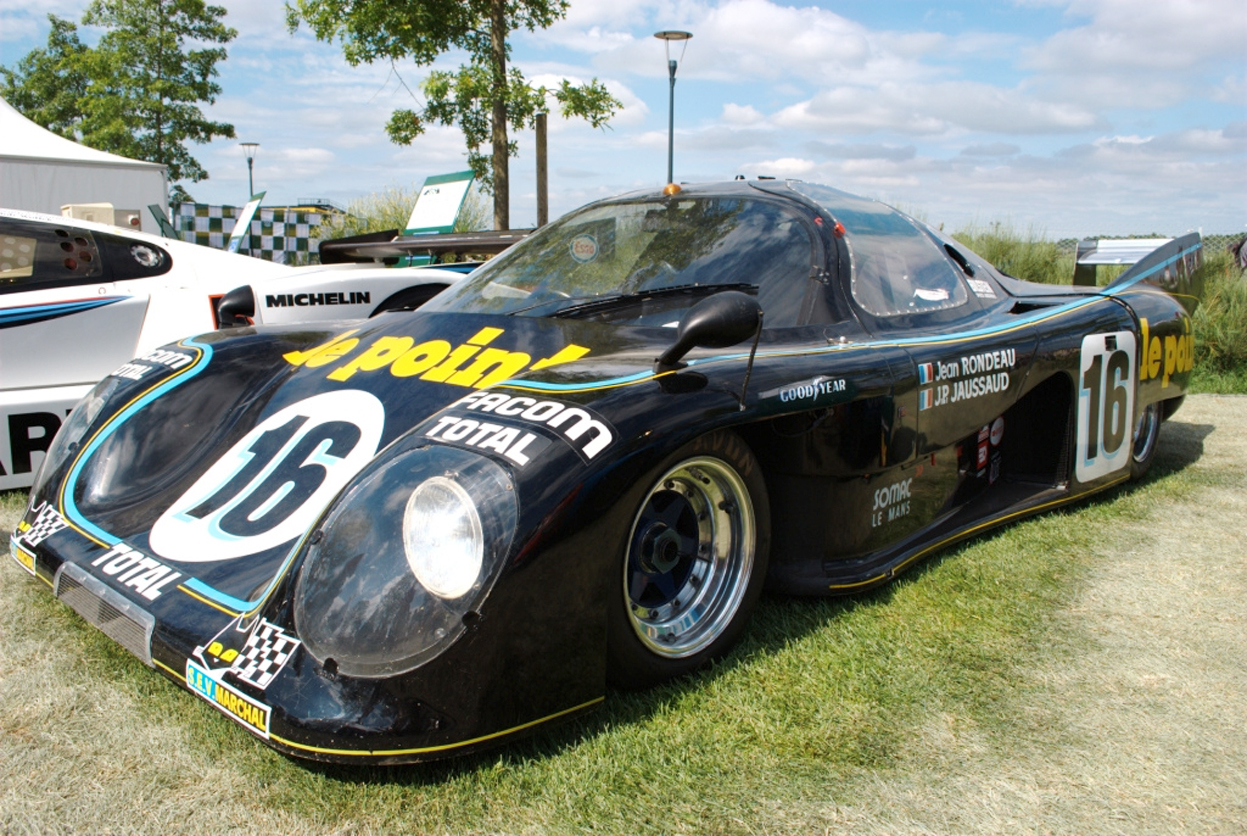
La Rondeau M379B à moteur Ford Cosworth DFV/Mader V8 à 90° 4V DOHC de 2993 cm3, avec laquelle Jean Rondeau et Jean-Pierre Jaussaud ont remporté les 24 Heures du Mans 1980. Ils ont parcouru 4608.020 km à 192 km/h de moyenne en partant de la 5e place sur la grille. Cette voiture développait 480 ch pour une vitesse maximale de 340 km/h.

En 1979, Jean-Pierre Jaussaud remporte le titre de champion de France des voitures de production avec une Triumph Dolomite. "Sa course préférée" reste celle de Pau en juin 1979, avec la Triumph Dolomite du Team Elvia Air Inter qu'il formait avec René Metge. Course qu'il finissait seulement deuxième mais après avoir réalisé une remontée incroyable et tout en glisse, ce qui faisait se lever tous les spectateurs de la tribune Foch à chacun de ses passages. Cette même année, Jean-Pierre Jaussaud disputa à Nogaro, au volant d'une Surtees TS20, la manche française du Championnat de Grande-Bretagne de Formule 1 AFX qui mettait aux prises des Formule 1 de seconde main. Tel un lot de consolation, cette course de F1, hors championnat du monde, fut la seule à laquelle il prit part au cours de sa carrière. Mais le rêve se terminera prématurément par un accrochage en course.
En 1980, Jean-Pierre Jaussaud est pilote d'essais pour Renault en Formule 1. Cette année-là, faisant équipe avec le pilote-constructeur manceau Jean Rondeau, il a gagne de nouveau les 24 Heures du Mans.

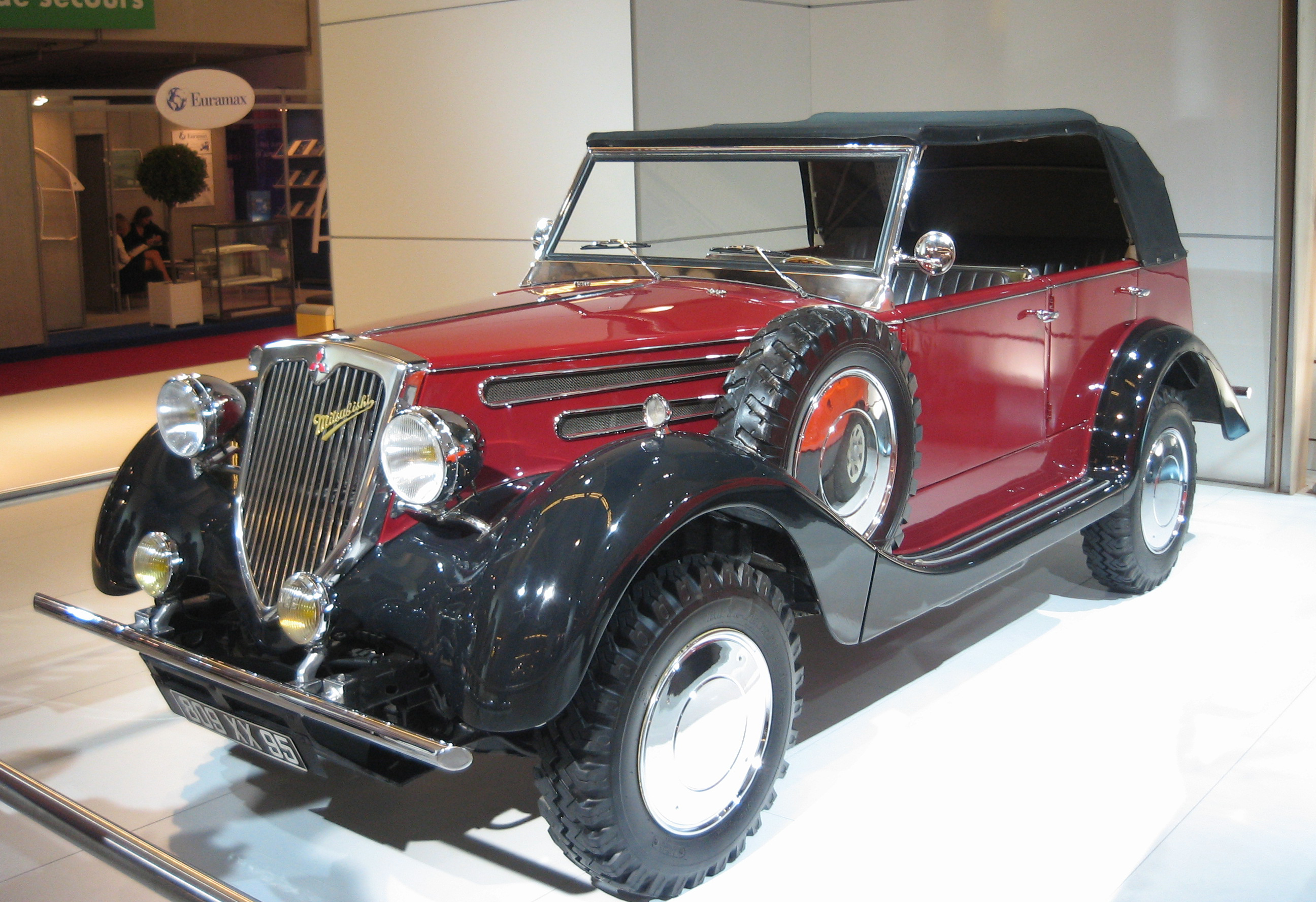
La version civile de la replique du Mitsubishi PX 33, basée sur le Pajero, que pilotait Papy Jaussaud au Dakar 1989.

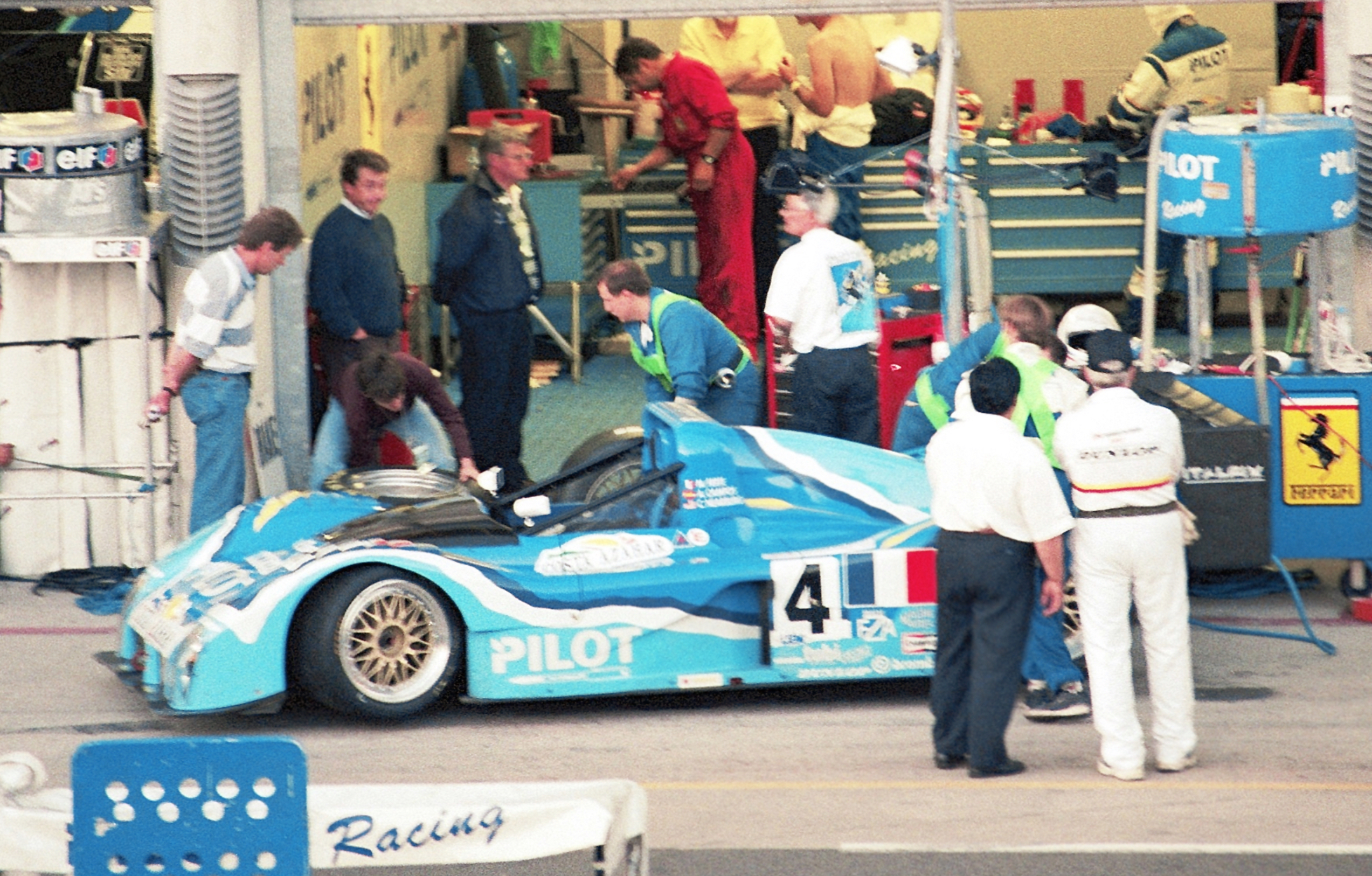
La Ferrari 333 SP de Michel Ferté que Jean-Pierre Jaussaud a essayée en 1997 sur le circuit Bugatti, à l’occasion d’une grande fête organisée par Éric et Laurence Jaussaud.

En 1982, il prendra part au rallye Paris-Dakar à bord d'une Mercedes Classe G et finira sur le podium dès sa première participation. Ce n’est cependant pas son premier engagement en rallye-raid puisqu’il avait piloté une Renault Rodéo 4x4 en 1979, puis une Classe G en 1982, déjà. Par la suite, il continue à participer à la fameuse course créée par Thierry Sabine avec Mercedes de 1984 à 1987, puis avec une Lada Niva du Team Poch en 1988, et un Mitsubishi PX 33 en 1989. En 1991 et 1992, c’est au volant d’un camion du constructeur japonais Hino, qu’il se présente sur la ligne de départ à Paris. Par ailleurs, il a participé à des rallyes tout-terrain avec un buggy en 1989.
Durant sa carrière, en plus de la Formule 3 et de l’endurance, Jean-Pierre Jaussaud aura piloté en Formule 2 pour Matra de 1966 à 1968, Brabham en 1970 et 1972, March en 1971, 1975, 1976, 1978 et 1979, Motul-Rondel Racing (l’écurie de Ron Dennis) en 1973 et 1974, et Chevron en 1976 et 1978. En Formule 5000, il courut pour Brabham et McLaren. Pour finir avec la monoplace, il effectue en 1986 une saison de Formule Ford au volant d’une Rondeau M585. Il a également écumé les circuits en championnat de France des voitures de production durant plusieurs années, au cours desquelles il a piloté la fameuse Triumph Dolomite avec laquelle il fut sacré en 1979. Mais il a aussi piloté une Ford et une Audi 80 en 1980 où il termine 3e, une Ford en 1981 et en 1982, année durant laquelle il se retrouve également au volant d’une Alfa Romeo. En 1983, c’est avec une R5 Alpine puis une BMW 635 qu’il participe à ce championnat de France de voitures de Production, appelé aussi championnat de voitures de Tourisme. Il avait déjà piloté pour le constructeur Munichois en 1973. En 1986, 1987 et 1989, il continue la ronde des circuits français avec la marque à l’hélice, au volant de BMW 635 et de BMW M3. En 1986, il a également couru dans le baquet d’une Mercedes 190, et en 1987 et 1988 dans celui d’une Ford Sierra.
Par la suite, Papy Jaussaud s’est engagé en coupes monotypes : en Trophée Peugeot 505 en 1983, 1985 et 1987, en Turbo Cup Porsche en 1987, 1988, 1989, 1990 et 1991 avec une 944, en Trophée Peugeot 309 en 1988, 1989 et 1990, en Trophée Citroën AX des Circuits en 1988 et 1989, et enfin en Formule France en 2003.
En plus des courses sur circuits et ses participations au Paris-Dakar, il s’est par ailleurs engagé en rallye, avec une Matra en 1965 et 1966, et avec des Porsche 911 en 1969, 1974, 1979 et 1980. Jean-Pierre Jaussaud a aussi fait quelques courses de côte en 1965 sur Matra, 1969 sur Tecno, 1971 sur Alpine A110, en 1973 sur March et en 1983 sur Porsche 911. Il a également couru en rallycross, en 1978 avec une Volkswagen Golf, une Alpine A110 et une Renault 5, en 1979 avec une Alpine A110, en 1980 avec une Matra Murena et une Alpine A310, en 1982 avec une Matra Murena, une VW Golf et une Porsche 911, en 1985 avec Citroën et enfin en 2008, en Logan Cup. Il a aussi fait de l’autocross en 1975, 1978 et 1979 avec Punch notamment.
Les courses sur glace n’ont pas non plus échappées à la boulimie de l’as du volant normand. Sur cette surface si particulière, il a piloté une Alpine A110 en 1973, 1974 et 1977, une Porsche 911 en 1974 puis en 1984, une Alfasud en 1974 et 1976, une Renault 30 en 1980, une Fiat Panda en 1985, une Citroën Visa en 1985, 1986 et 1989, une Peugeot 205 Turbo 16 en 1986 et 1987, une R5 Turbo en 1987 et 1991.
Jean-Pierre Jaussaud a continué la compétition jusqu'en 1992, pour devenir ensuite instructeur de course. Il est resté cependant actif en rallye ou en démonstration jusqu'en 2005. Au début de sa carrière, il a donc collectionné les premières places aux Championnats de France de Formule 3 dans les années 1960. Il a notamment gagné le Grand Prix de Monaco de Formule 3 en 1968. Ses heures de gloire sont bien sûr ses deux victoires aux 24 Heures du Mans en 1978 avec Didier Pironi sur Renault Alpine A442 et en 1980, avec Jean Rondeau sur Rondeau-Ford.
En dehors de toute compétition, Jean-Pierre Jaussaud a testé une Norma "Coupe Alfa 3 litres" en 1989. De même, en 1997, à l’occasion d’une grande fête organisée par son fils Éric et sa belle-fille Laurence sur le circuit Bugatti, pour son soixantième anniversaire et ses trente ans de carrière, son ami et confrère calvadosien Michel Ferté est venu avec sa Ferrari 333 SP qu’il pilotait à l’époque au sein de sa propre équipe, le Team Pilot Racing, en International Sport Racing Series. Papy Jaussaud a pu alors piloter une Ferrari de course pour la première fois de sa vie, accomplissant ainsi un vieux rêve sous les yeux de ses amis Henri Pescarolo, Johnny Servoz-Gavin et Jim Russell, son professeur d’école de pilotage en 1963.
Ensuite, le nom de Jean-Pierre Jaussaud reste toujours associé à la course automobile. En effet, sa March 712M de F2 du Team Arnold (1971) continue de gagner aux mains du pilote Robert Simac, plusieurs fois champion d'Europe de Formule 2 historique (titré quatre fois de suite, de 2013 à 2016), plus de 45 ans après sa construction. Jean-Pierre Jaussaud est néanmoins resté longtemps présent lors de manifestations automobiles, comme les 24 Heures du Mans, Le Mans Classic, et Les Grandes Heures automobiles sur l'Autodrome de Linas-Montlhéry, par exemple.
Jean-Pierre Jaussaud est le parrain du Caen Rétro Festival depuis la première édition de cette manifestation consacrée aux véhicules anciens sur l’hippodrome de la Prairie à Caen, à laquelle il a participé à plusieurs reprises en tant que président du jury du concours d'élégance. Celui-ci mets en scènes des voitures emblématiques d'époque avec leurs occupants apprêtés et costumés « ad hoc ».

## Galerie

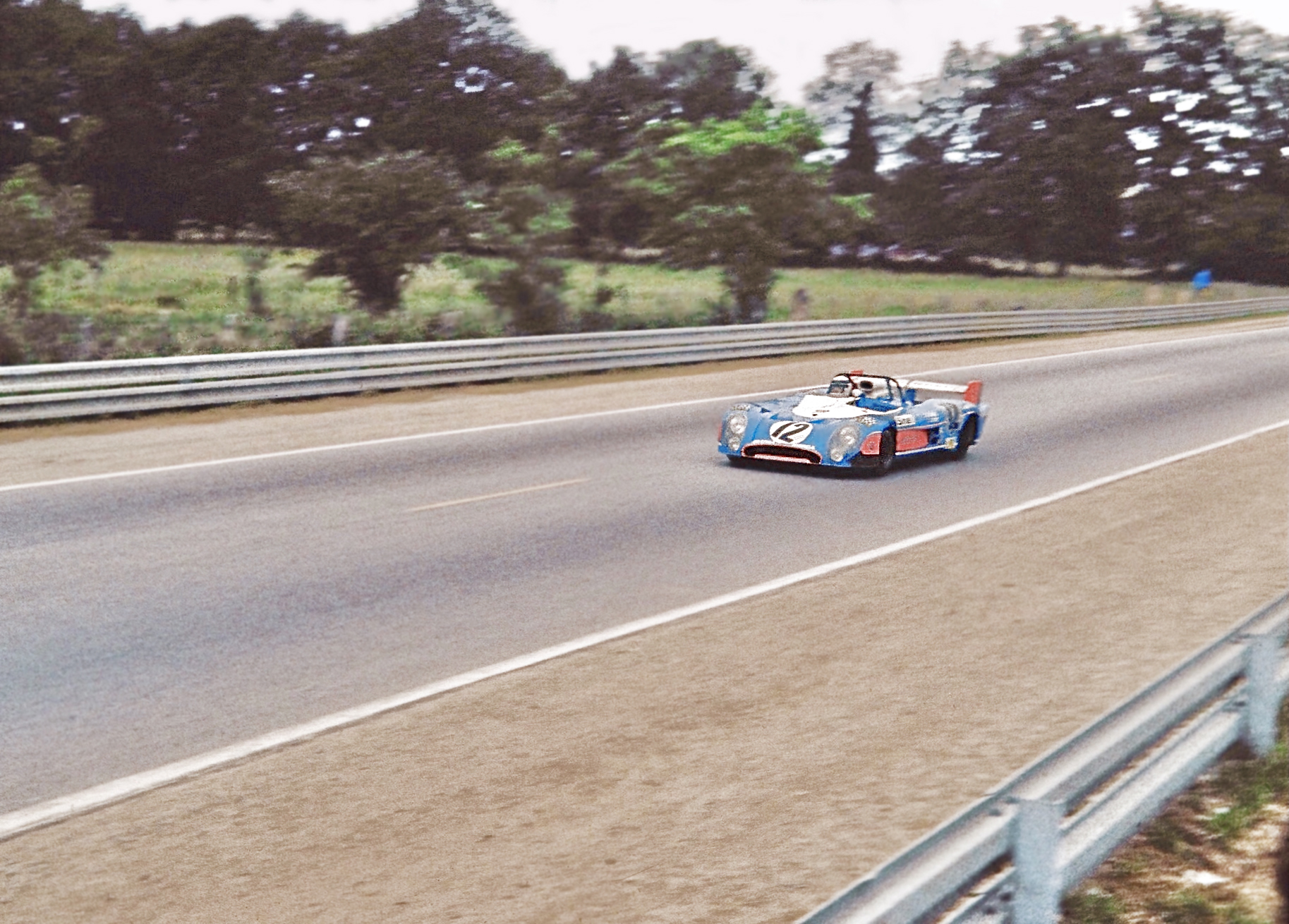
Jean-Pierre Jaussaud au volant de la Matra MS670B No 12 dans la ligne droite des Hunaudières lors des 24 Heures du Mans 1973.
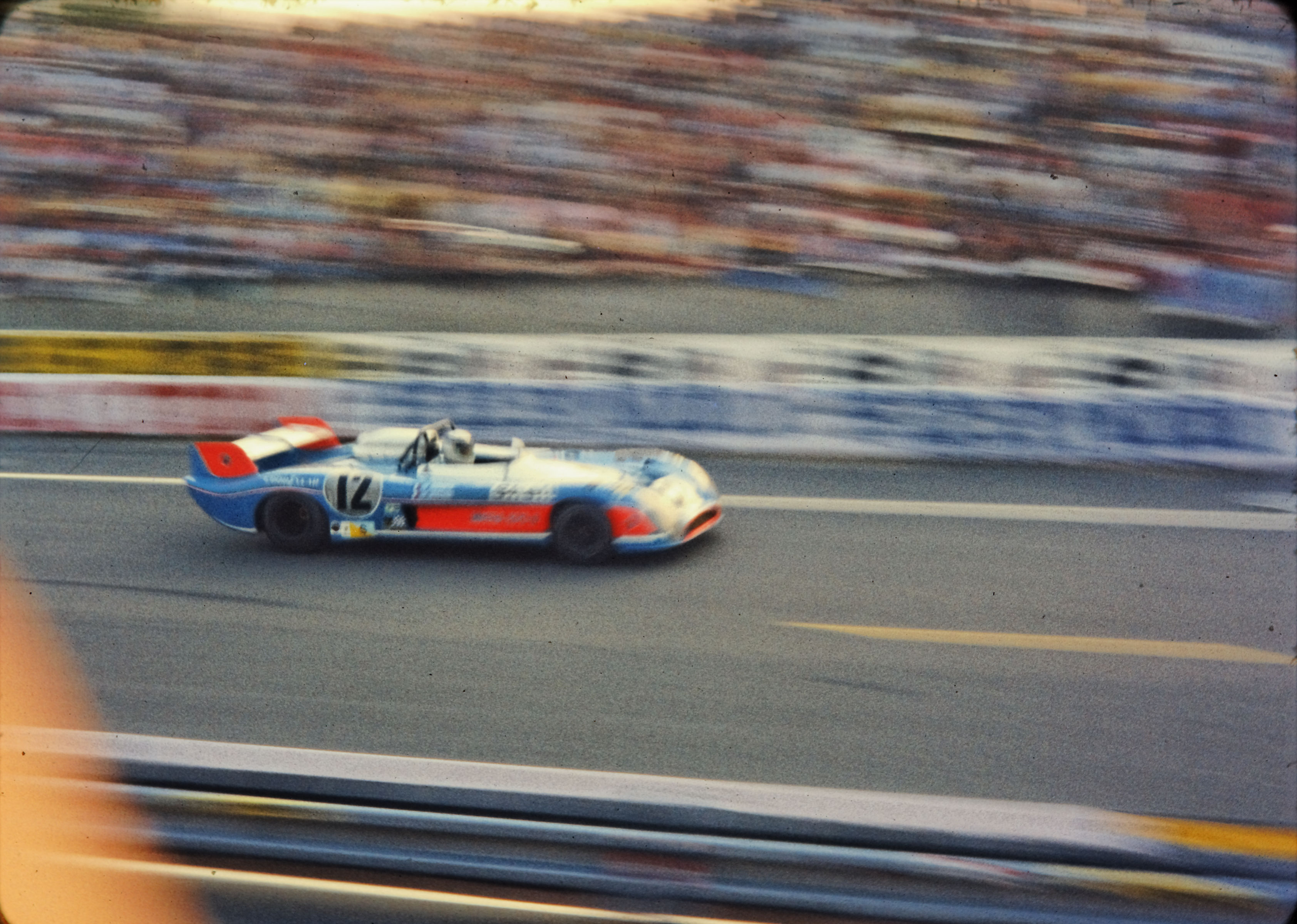
Jean-Pierre Jaussaud et sa Matra MS670B à moteur V12 Matra de 2 993 cm3, qu'il partageait en 1973 avec Jean-Pierre Jabouille dans l'équipe Matra Simca Shell. Ils ont terminé 3e avec 4 526 km parcourus à 188,58 km/h de moyenne.
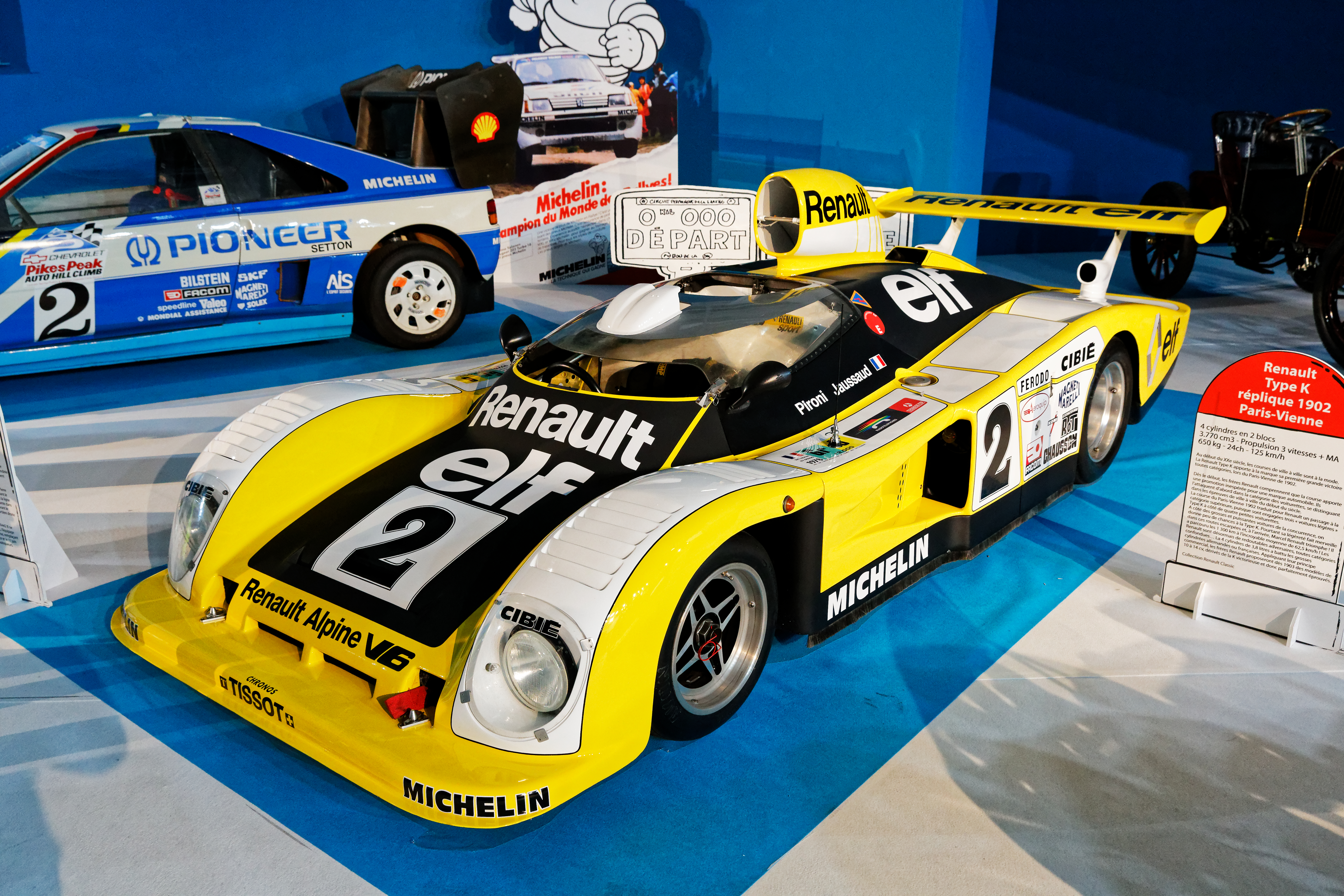
L'Alpine Renault A442 B avec laquelle Didier Pironi et Jean-Pierre Jaussaud ont remporté les 24 Heures du Mans 1978, exposée sur le stand Michelin lors du Mondial de l'automobile de Paris 2018.
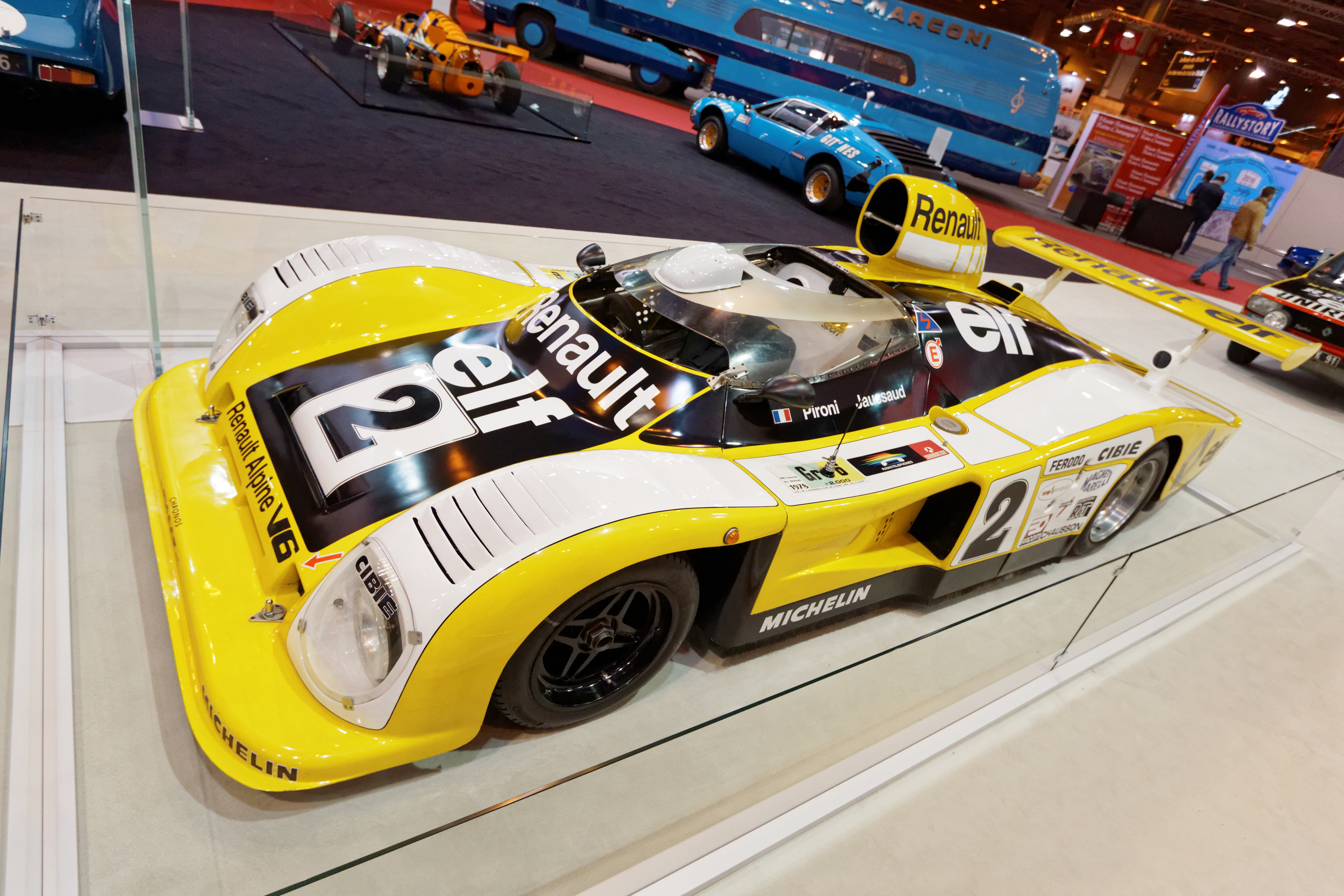
L'Alpine Renault A442 B avec laquelle Didier Pironi et Jean-Pierre Jaussaud ont remporté les 24 Heures du Mans 1978 : moteur 6 cylindres en V de 1 996 cm3, transmission aux roues arrière avec une boîte 5 rapports, vitesse maxi de 352 km/h, longueur de 4,84 m, largeur de 1,84 m, poids de 715 kg.
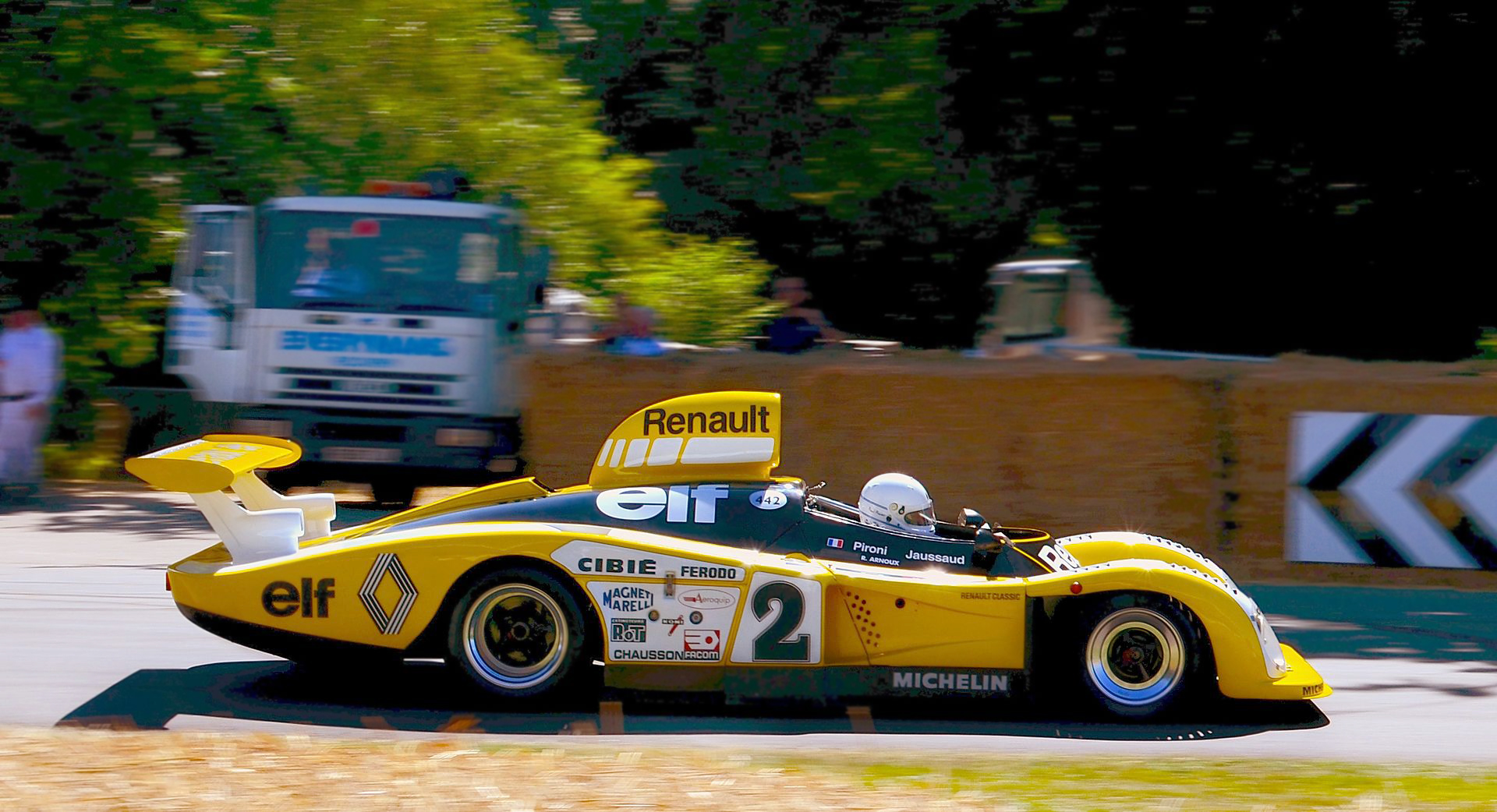
L'Alpine Renault A442 B pilotée par René Arnoux au Festival de Goodwood en 2014.
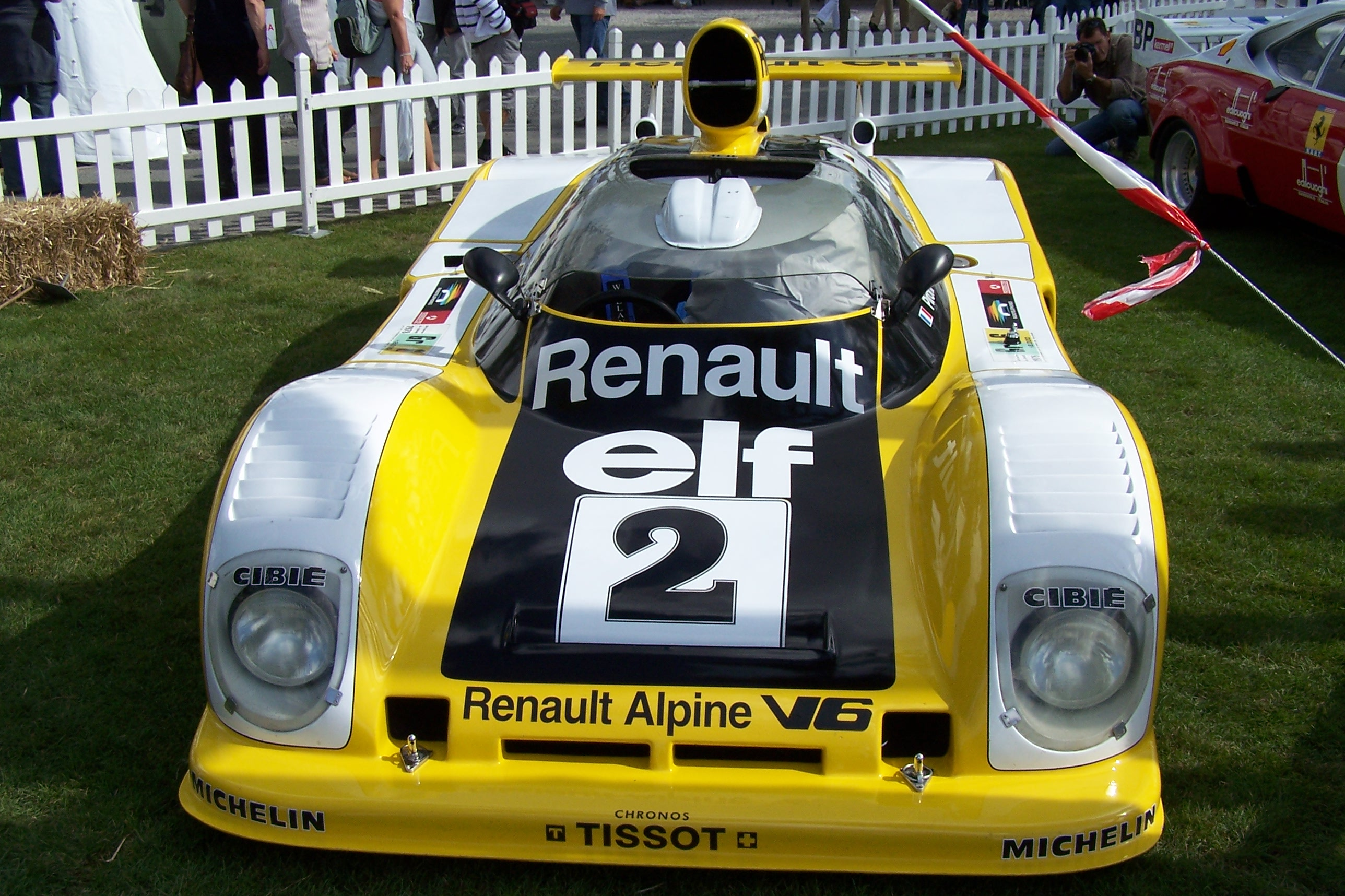
L’Alpine A442B exposée lors de la 4e édition du Le Mans Classic en juillet 2008.
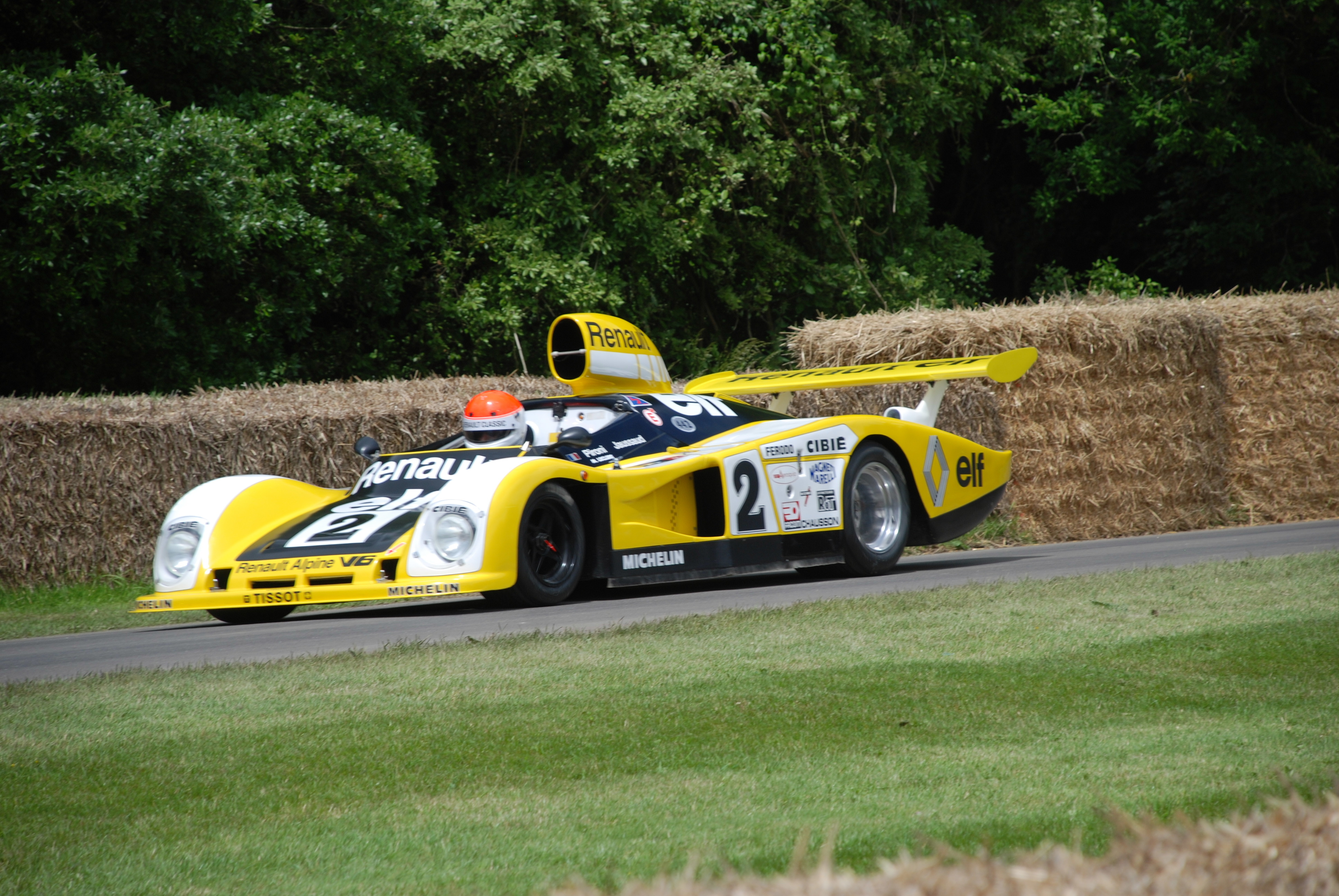
L’Alpine A442B au Goodwood Festival of Speed le vendredi 24 juin 2016.
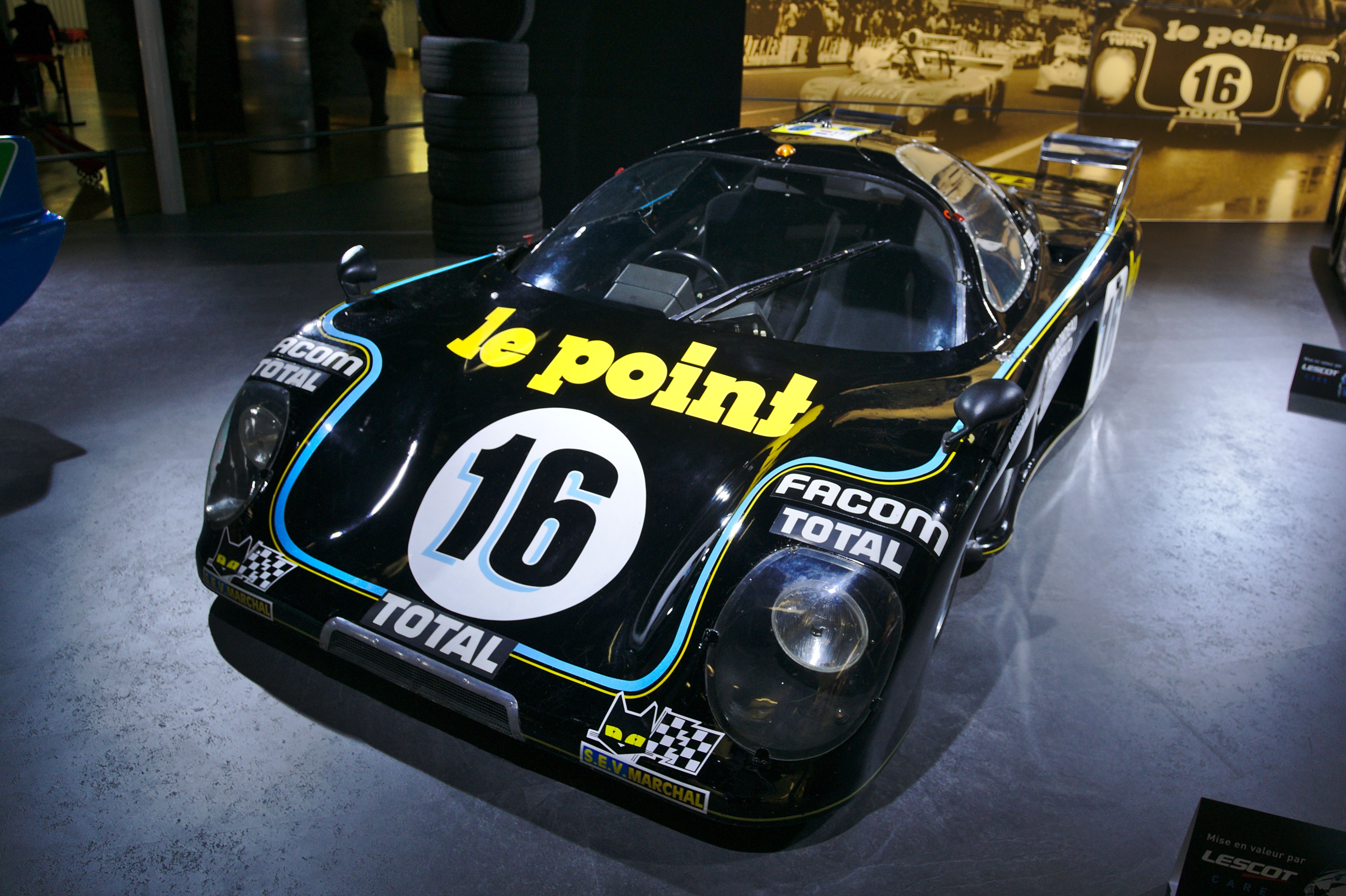
La Rondeau M379-Ford au Salon international de l'automobile de Genève 2014.

## Carrière en F1

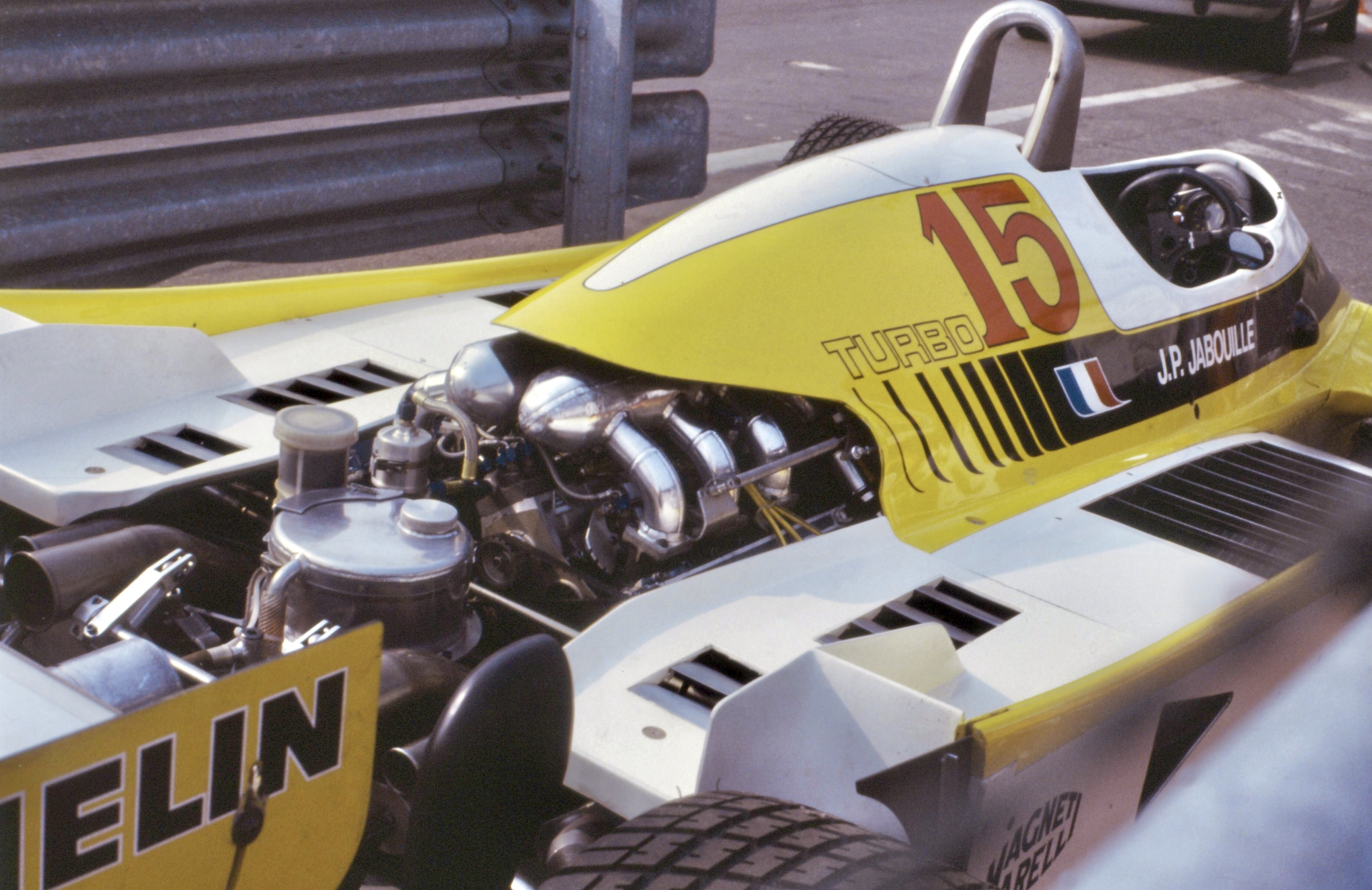
La Renault RE20.

- 1980 : pilote-essayeur Renault avec la RE20.

## Palmarès
Jean-Pierre Jaussaud compte à son palmarès 40 victoires en Championnat de France de Formule 3 dont un Grand-Prix de Monaco, 3 victoires en Formule 2, une victoire en Championnat du monde des voitures de tourisme, 3 victoires en Championnat du monde des voitures de Supertourisme, une victoire aux 6 Heures du Mans, et surtout 2 victoires aux célèbres 24 Heures du Mans. Il totalise 51 victoires.
- 1960 : débuts en karting
- 1963 : premier lauréat du Volant Shell à Magny-Cours
- 1964 : 1er GP de Pau F3, 3e Championnat de France F3 (Cooper)
- 1965 : 2e championnat de France F3, 2 victoires (Matra)
- 1966 : 3e championnat de France F3, 3 victoires (Matra)
- 1967 : 2e championnat de France F3, 6 victoires (Matra) / 2e de la Temporada Argentine F3 (derrière Jean-Pierre Beltoise)
- 1968 : 1er du GP de Monaco F3, 3e championnat de France F3 (Tecno)
- 1969 : 2e championnat de France F3, 4 victoires (Tecno)
- 1970 : Champion de France de Formule 3, 7 victoires (Tecno)
- 1971 : 3e du Grand Prix de Pau F2 (March)
- 1972 : vice-champion d'Europe de Formule 2, 3 victoires (Brabham)
- 1973 : 3e des 24 Heures du Mans (Matra Simca MS670B)
- 1974 : vice-champion de Formule Atlantic
- 1975 : 3e des 24 Heures du Mans (Mirage GR8)
- 1976 : 3e des 24 Heures du Mans (Inaltera LM76-Ford)
- 1978 : Vainqueur des 24 heures du Mans avec Didier Pironi sur Renault Alpine A442B
- 1979 : Champion de France "Production" classe 2,5 litres (Triumph Dolomite)
- 1980 : Vainqueur des 24 Heures du Mans avec Jean Rondeau sur Rondeau M379-Ford / 3e du Championnat de France de Production
- 1982 : 3e du Paris-Dakar (Mercedes)
- 1998 : Vainqueur des 6 Heures du Mans

## Résultats aux 24 Heures du Mans
En endurance, Jean-Pierre Jaussaud a participé à 13 reprises à la course automobile la plus célèbre du monde sur le circuit sarthois. Il a cependant également participé à d’autres grandes épreuves de ce championnat du monde. Il a ainsi piloté pour Matra de 1965 à 1968, une Alfa Romeo Tipo 33 en 1969, pour Chevron en 1971 et 1972, de nouveau pour Matra en 1973 et 1974 (année au cours de laquelle il a aussi piloté une Ligier JS2), pour Lola en 1975 et 1976, pour Mirage en 1975, de nouveau pour Chevron en 1976 et 1977, pour Inaltera en 1976, pour Alpine en 1977 et 1978, encore pour Mirage-Ford en 1979, pour Rondeau en 1980 et 1983, pour Cheetah (en) en 1981 et 1983, et enfin pour Sauber (Del Bellos) en classe 2 litres en 1987,.
| Années | Équipes                                             | Équipiers                      | Voitures             | Classes | Tours | Pos. | Class Pos. |
| ------ | --------------------------------------------------- | ------------------------------ | -------------------- | ------- | ----- | ---- | ---------- |
| 1966   | Matra Sports                                        | Henri Pescarolo                | Matra MS630 (en)-BRM | P 2.0   | 38    | Abd. | Abd.       |
| 1967   | Matra Sports                                        | Henri Pescarolo                | Matra MS630 (en)-BRM | P 2.0   | 55    | Abd. | Abd.       |
| 1973   | Équipe Matra Simca Shell                            | Jean-Pierre Jabouille          | Matra-Simca MS670B   | S 3.0   | 331   | 3e   | 3e         |
| 1974   | Équipe Matra Simca Gitanes                          | Bob Wollek José Dolhem         | Matra-Simca MS670B   | S 3.0   |       | Abd. | Abd.       |
| 1975   | Gulf Research Racing Co.                            | Vern Schuppan                  | Mirage GR8-Ford      | S 3.0   | 330   | 3e   | 3e         |
| 1976   | Inaltera (it)                                       | Christine Beckers Jean Rondeau | Inaltera LM76-Ford   | GTP     | 264   | 21e  | 3e         |
| 1977   | Renault Elf                                         | Patrick Tambay                 | Renault Alpine A442  | S 3.0   | 158   | Abd. | Abd.       |
| 1978   | Renault Elf                                         | Didier Pironi                  | Renault Alpine A442B | S 3.0   | 369   | 1er  | 1er        |
| 1979   | Grand Touring Cars Ltd. Ford Concessionaires France | Vern Schuppan David Hobbs      | Mirage M10           | S 3.0   | 121   | Nc.  | Nc.        |
| 1980   | Le Point Jean Rondeau                               | Jean Rondeau                   | Rondeau M379         | S 3.0   | 338   | 1er  | 1er        |
| 1981   | Otis Jean Rondeau                                   | Jean Rondeau                   | Rondeau M379         | S 3.0   | 58    | Abd. | Abd.       |
| 1982   | Otis Jean Rondeau                                   | Jean Rondeau                   | Rondeau M382         | C       | 111   | Abd. | Abd.       |
| 1983   | Otis Jean Rondeau                                   | Philippe Streiff               | Rondeau M482         | C       | 12    | Abd. | Abd.       |

## Décoration
- . Jean-Pierre Jaussaud a reçu la croix de la Valeur militaire avec étoile de bronze pour acte de bravoure au cours de la guerre d’Algérie.

Jean-Pierre Jaussaud n'est pas le premier de sa famille à avoir brillé au sein de l'armée française. Son grand-père, Eugène Jaussaud, a participé à la première guerre mondiale du 2 août 1914 au 2 janvier 1919. Affecté dans un premier temps à Lisieux comme président de la Commission de Réquisition des automobiles, il reçoit une lettre de félicitations du général pour son organisation des convois sur Verdun et termine la guerre avec le grade de capitaine.
Au début de la Seconde guerre mondiale, son père, Gérard Jaussaud, est pilote de chasse au sein de la 4e escadrille, dite "Petits poucets", intégrée au groupe de chasse II/4 créé le 15 mai 1939. L’escadrille est stationnée au Maroc sous le commandement du Capitaine Pierre Claude qui sera tué au combat en Alsace le 25 septembre 1939.

## Famille Jaussaud
Jean-Pierre Jaussaud descend d'une grande famille de Caen qui a longtemps marqué le territoire normand avec les établissements Dumont & Jaussaud, situés autrefois au cœur du quartier Saint-Jean, au 135 rue Saint-Jean et au 6-8 rue Moisant de Brieux, à l'ombre de l'église Saint-Jean. Cette société avait été fondée le 18 octobre 1909 lors de la reprise de l'important commerce créé par Louis Dumont, par son fils Émile Dumont et son gendre Eugène Jaussaud. Initialement, les établissements Dumont-Jaussaud avaient été fondés pour une durée de seulement douze années, devant ainsi expirer le 6 octobre 1921. Cependant, les deux beaux-frères omirent de proroger régulièrement la société, ce qui ne les empêcha pas de continuer à former une société de fait pour exploiter l'importante entreprise. La situation perdura ainsi et ne rencontra aucune difficulté de la part des banques ou de toutes autres administrations. Cette société familiale était à l'époque considérée comme la plus ancienne et la plus importante maison d'alimentation du Calvados. Elle était réputée pour son sérieux, notamment sous l'Occupation au cours de laquelle aucun trafic avec l'ennemi n'a pu être reproché. Après la Seconde guerre mondiale, la reprise se fait alors très partiellement dans une maison particulière sise au 6 rue du Docteur Rayer, puis dans des locaux provisoires montés sur leur ancien emplacement. Des plus réduites en 1945 et 1946, l'activité s'est progressivement développée dans des conditions difficiles, tant sur le plan financier que par l'exiguïté des locaux.
L'origine de la Société remonte au 21 avril 1881, quand Louis Dumont est venu à Caen à 14 ans, depuis Saint-André-sur-Orne où sa mère tenait une épicerie, pour travailler chez Lenormand en qualité de grossiste en droguerie. Le magasin de gros était établi au 20 boulevard du Sable, dans une dépendance d'une belle demeure de trois étages. Cette maison bourgeoise se situait, avant la Seconde guerre mondiale et la destruction de Caen en juin 1944, juste en face des Galeries Lafayette. Une semaine après son mariage avec Gabrielle Lenouvel, Louis Dumont achète, avec l'appui financier de son beau-père, Émile Edmond Lenouvel, un gros courtier de commerce de Caen, l'affaire de monsieur Lenormand. Il la développe avec notamment une clientèle livrée par chemin de fer jusqu'à Angers, en y adjoignant les vins et spiritueux. Il est alors aidé en cela par sa fille Suzanne qui devient sa secrétaire dès la sortie de l'école. Le 1er avril 1907, celle-ci épouse Eugène Jaussaud qui deviendra le 18 octobre 1909, avec son beau-frère Émile Dumont, le successeur de Louis Dumont. À cette occasion, l'affaire change d'appellation pour devenir les établissements Dumont & Jaussaud, sans toutefois passer devant un notaire. C'est alors une société de fait à égalité de parts. Au cours de son développement, l'entreprise familiale déménage au 135 rue Saint-Jean, en arrière de la rue sur un terrain acheté à deux propriétaires différents. La Première guerre mondiale voit la maison tenir sous la direction de Suzanne jusqu'au retour de son époux Eugène Jaussaud et de son frère Émile Dumont.
La clientèle est alors composée de petites épiceries et couvrait les 3/4 du Calvados ainsi que la moitié de la Manche. Les vins étaient livrés en fûts entretenus par une équipe de quatre tonneliers. En 1930, le personnel compte 90 employés. Des chais en ciment verre sont construits. Les expéditions se font à bord de six camions Saurer pour honorer les commandes prises par six voyageurs, dont l'un habitait Saint-Lô. Par la suite, l'embouteillage du vin est ajouté aux compétences de la société. La renommée de la maison est alors excellente grâce à la qualité des livraisons et la quasi absence d'erreurs.
La guerre de 1939 ne changea pas grand-chose à la marche de l'affaire jusqu'au désastre de juin 1940 où une partie du personnel et leur famille, 80 personnes, a pris la direction du Centre de la France sous la direction de Suzanne Jaussaud et de son fils Jean. Ils descendent ainsi jusqu'à Agen. Eugène Jaussaud, qui parle couramment l'allemand, est resté seul à Caen avec du personnel pour faire fonctionner l'affaire et faire face à l'occupant. Après leur retour d'exode Suzanne reprend ses activités.
Louis Jaussaud, le deuxième fils d'Eugène et Suzanne, est fait prisonnier tandis que sa femme et ses deux enfants reviennent à Caen. Quant à Gérard, le troisième fils, il est pilote de chasse avec son escadrille des "Petits poucets" arrivée au Maroc. En 1943, Eugène Jaussaud meurt à Caen. Émile Dumont, son beau-frère et associé  retiré à Nice mourra en 1964. Le bombardement de Caen en 1944 provoque l'écroulement de l'entrepôt et du bâtiment de la direction. Les archives sont détruites et la comptabilité incendiée. La maison personnelle d'Eugène et Suzanne Jaussaud, au 20 rue Guilbert, s'est effondrée sur la rue Moisant de Brieux. Sur l'injonction des Allemands, Gérard est obligé de quitter sa maison avec femme et enfants (parmi lesquels le futur pilote Jean-Pierre Jaussaud) pour rejoindre sa belle-famille à Culan dans le centre de la France.
Par miracle, Suzanne Jaussaud a gardé dans son sac le double de l'assurance “risque de guerre” que Gérard, trois mois plus tôt, avait fait signer à grand peine par son oncle Émile Dumont. Suzanne reprend seule en main le renouveau de l'affaire qui recommence à fonctionner, d'abord au 6 de la rue Docteur Rayer sur la pelouse du parc, puis  de nouveau rue Saint-Jean où se dresse encore l'abri métallique qui recouvre la cour de chargement et les quais. Les cuves étant réparables, trois baraquements sont dressés. Le premier souci de Suzanne Jaussaud est d'envoyer chez les fournisseurs de l'entreprise, au Havre, à Orléans et à Verson, des cadres de la maison. C'est ainsi que les marchandises recommencèrent à garnir la pelouse de la rue du Dr Rayer. Symboliquement, les premiers produits proposés par la maison sont des balais de paille de riz fabriqués à Verson chez Hébert. Les vins suivent presque aussitôt, le midi de la France n'ayant pas été touché.
Puis vint le temps du remembrement des parcelles des différents quartiers du centre de Caen où la famille Jaussaud ne fut pas gâtée. Le fait que l'entrée de l'entreprise soit en retrait d'une vingtaine de mètres par rapport à la rue Saint-Jean et qu'elle communique avec celle-ci par un passage commun, prive la famille d'une tranche de revalorisation importante. Ils sont contraints de choisir un autre terrain, les grossistes étant exclus du centre de Caen. Il leur est alors proposé un terrain rue Lanfranc. C'est Gérard Jaussaud, le père de Jean-Pierre, qui se charge de toutes les discussions et transactions concernant l'échange du terrain de la rue Saint-Jean contre celui de la rue Lanfranc desservi par une voie ferrée dont on leur promet la persistance.
La reconstruction, difficile à cause de la forme en losange du terrain, est achevée et commence à fonctionner quelques mois plus tard en 1957. Mais des difficultés de trésorerie arrivent rapidement. Il faut aux Jaussaud payer une soulte importante pour acquérir le terrain en échange de celui de Saint-Jean. De plus, les concurrents directs, Paul-Auguste Halley à Lisieux et Duval Lemonnier à Carentan, sont eux passés au travers des bombardements. Halley s'en est sorti sans dommage, tandis que Duval Lemonnier est très peu atteint. La clientèle de Dumont & Jaussaud est pourtant revenue très vite, trop vite, au regard des difficultés de trésorerie de l'entreprise. Celles-ci deviennent rapidement insurmontables.
De son côté, Paul-Auguste Halley, qui avait conclu un accord avec Duval Lemonnier, peut attaquer Dumont & Jaussaud dans le centre de son activité. Pour maintenir le chiffre d'affaires, Les caennais sont forcés d'aller chercher toujours plus loin une clientèle déjà visitée par leur deux concurrents. Halley, qui connait par sa banque les difficultés des Jaussaud, garantit auprès de la banque de ces derniers, la C.I.N., le paiement des échéances et entame avec Gérard Jaussaud des pourparlers auxquels son frère Louis ne peut prendre part. Finalement Halley-Duval Lemonnier, devenus Promodès reprend les établissements Dumont & Jaussaud, laissant à la famille l'entière propriété des murs avec une location dérisoire. Gérard Jaussaud conserve un poste de directeur qui se trouve être vide de toute signification puisqu'il n’a aucune possibilité d'intervention, ni la signature. Son frère Louis reste en secteur vente, s'occupant du démarchage des collectivités.
En 1969, Promodès crée l'enseigne Champion en référence à la notoriété grandissante acquise en sport automobile par Jean-Pierre Jaussaud, le fils de Gérard Jaussaud à qui Paul-Auguste Halley avait racheté l'entreprise familiale. Quelques années plus tard après ce rachat, Promodès décide cependant de quitter la rue Lanfranc. La famille Jaussaud se retrouve alors un an sans locataire. Ce n'est qu'en 1979 qu'est conclu un accord de location des bâtiments avec Bernard (frère de René Gruau) et Marie-Madeleine Gruau, qui amènent l'enseigne bretonne Leclerc dans les locaux de la rue Lanfranc, sur les terres de Promodès, le géant normand de la distribution.
De nos jours, Éric Jaussaud, le fils de Jean-Pierre, après une carrière en tant que steward chez Air France, organise des "événements karting" et des courses de prototypes Fun'Boost sur le circuit de Mer, avec sa société Jaussaud Events. Éric est l'ainé des trois enfants nés du mariage de Jean-Pierre avec Françoise, dite Fanchon, une mancelle rencontrée quand Gérard Jaussaud envoya le futur pilote automobile dans la Sarthe pour décrocher son baccalauréat.

## Mort et hommages
Jean-Pierre Jaussaud meurt à Hérouville-Saint-Clair dans la nuit du 21 au 22 juillet 2021,. Ses obsèques ont lieu le vendredi 30 juillet 2021 en l'église Saint-Gilles de Caen en présence de ses vieux amis pilotes, Henri Pescarolo, Jean Ragnotti et Michel Ferté, mais aussi de Patrice Moinet, l’auteur du beau-livre biographique Jean-Pierre Jaussaud, ma vie de pilote sorti le 6 février 2015, et des caennais Pierre Ragues, pilote, Joël Bruneau, maire de la ville, et Michel Leneveu, le créateur du Caen Rétro Festival. Pour l’occasion, le premier kart de Jean-Pierre Jaussaud et l’Alpine A442B, avec laquelle le pilote normand a remporté sa première victoire aux 24 Heures du Mans en 1978, ont été apportés et disposés sur le parvis de l’église afin de rendre hommage au champion disparu figurant sur une photo géante posée sur les pavés.
Peu de temps avant sa mort, Jean-Pierre Jaussaud, qui a fait honneur à la Normandie durant toute sa carrière, avait été récompensé de la médaille d'honneur de la ville de Caen des mains du maire Joël Bruneau. Celui-ci s'était déplacé au domicile de l'ancien pilote pour lui remettre directement la médaille.

Œuvres rendant hommage à Jean-Pierre Jaussaud
Jean-Pierre Jaussaud peint à l'Aérographe sur un capot de voiture exposé au Manoir de l'automobile. Le pilote a dédicacé l'œuvre où figure « sa » Rondeau M379B.
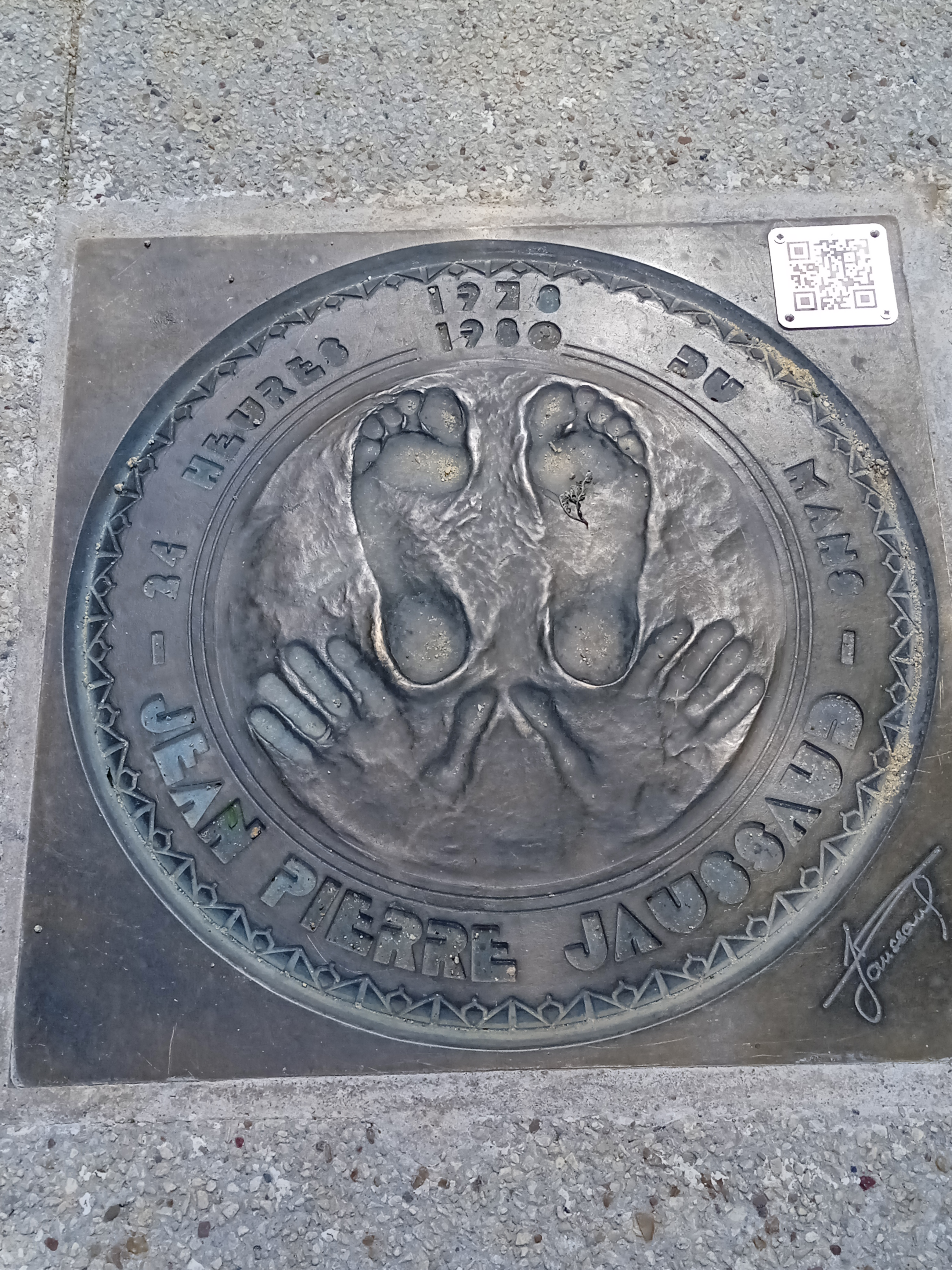
Empreintes de Jean-Pierre Jaussaud dans le "Hall of fame" des vainqueurs des 24 heures du Mans dans le centre ville.

43 ans après la victoire de Jean-Pierre Jaussaud aux 24 Heures du Mans 1978, son fils Éric en a encore des frissons. Le lundi 12 juin 1978, le lycéen caennais s’attendait à prendre une « soufflante » en retournant en cours avec plusieurs heures de retard. Il fut cependant bien surpris en ouvrant la porte : « Quand je suis entré dans la classe, tout le monde s’est levé pour m’applaudir. » La veille, son père, avait réalisé un authentique exploit en décrochant sa première victoire aux 24 Heures du Mans. « Vous n’avez pas de prénom parce que vous êtes le « fils de » ou la « femme de », mais vous ne pouvez être que fier. » 
Éric Jaussaud, éternellement fier de son père. 
« J’ai plein de souvenirs de Jean-Pierre, mais je garderai surtout de lui l’image d’un combattant car depuis ces dernières années il s’est battu avec courage. C’était un être fabuleux dans la vie et un concurrent à l’esprit sportif extraordinaire sur la piste. Nous avons été longtemps rivaux sur les circuits mais je dois dire qu’il a toujours fait preuve d’une droiture absolue. C’était quelqu’un de fidèle et humble. »
[...]
« Tous les deux, on a souvent eu des emmerdes. En 1966, lors de notre première participation (aux 24 Heures du Mans), une portière de la voiture s’est ouverte, puis au final nous avons abandonné. Idem en 1967 et en 1982 sur la Rondeau. Fort heureusement, deux ans plus tôt avec Jean Rondeau il avait réussi quelque chose de fantastique, tout comme avec Didier Pironi sur Renault (1978) où il avait fait le gros du boulot. »
[...]
« C’était un très bon pilote, un styliste absolu, l’un des plus beaux à voir passer. On le comparait à Jim Clark car il avait toujours la bonne trajectoire, il n’était jamais en dérive… Il a manqué de chance dans sa carrière car son accident à Monza l’a sans doute privé d’un volant en Formule 1. Il méritait pourtant d’avoir sa place parmi l’élite. En endurance, il était également réputé pour ménager la mécanique. »
[...]
« Aussi bizarre que cela puisse paraître on a couru à deux pilotes le Monte-Carlo, en 1965 je crois. Je me souviens que lorsqu’on arrivait sur la neige c’est moi qui prenais le volant car il n’était pas très à l’aise. Bref, on s’amusait à changer les rôles… » 
Henri Pescarolo, ancien équipier chez Matra et ami fidèle de Jean-Pierre Jaussaud.
« Avec la disparition de Jean-Pierre Jaussaud, c’est une légende des 24 Heures du Mans qui s’éteint. Jean-Pierre était non seulement un pilote d’un grand talent, mais également une personne particulièrement appréciée dans le paddock. Papy Jaussaud nous a quittés, mais les souvenirs resteront intacts. Son émotion lors du podium en 1978 a marqué une génération de passionnés. Sa victoire en 1980 avec son coéquipier et ami Jean Rondeau restera à jamais comme l’un des plus grands exploits du sport automobile. Au nom de l’ensemble de l’ACO, je tiens à présenter mes sincères condoléances à sa famille et à ses proches,. »
Pierre Fillon, président de l’ACO.
« J’avais beaucoup d’estime pour lui. À chaque fois que nous avions l’occasion de nous voir, il me racontait ses vieilles anecdotes de course. C’était toujours des discussions agréables, se remémore celui qui compte également treize participations à l’épreuve sarthoise. Nous partageons le fait d’avoir disputé les 24 heures du Mans sur une Alpine. Mais il restera le seul pilote caennais à avoir remporté la course. Ce n’est pas rien. »
Pierre Ragues, pilote automobile caennais. 
« Ces dernières années, il officiait comme Président du Volant Euro Formula du circuit de La Châtre dans l’Indre au sud de Châteauroux, où nous faisions en son agréable compagnie, annuellement partie du jury qui a récompensé successivement les Simon Gachet, Paul-Loup Chatin, Enzo Guibbert, Amaury Bonduel sans oublier Anthoine Hubert, trop tôt emporté par sa passion, lors du drame survenu en Formule 2 à Spa, le 31 août 2019. À titre personnel, je perd un réel ami, lui, qui avec son épouse Fanchon, nous recevait régulièrement en séjour chez lui d’abord à Caen, puis ces dernières années à Hérouville.
Cet homme était un amour, d’une simplicité et délicatesse hors norme pour le milieu. Inoubliable sa phrase rituelle " prends soin de toi mon lapin ! "
Adieu l’ami on ne t’oubliera pas … »
Gilles Gaignault, journaliste sportif, spécialiste du sport automobile et fondateur de l’écurie GDBA Motorsports
« Jean-Pierre Jaussaud était une figure du sport qui a porté haut les couleurs de notre territoire tout au long de sa carrière. J’adresse mes plus sincères condoléances à son épouse ainsi qu’à ses proches dans cette épreuve. »
Joël Bruneau, maire de Caen
« La France perd un immense champion du sport automobile en la personne de Jean-Pierre Jaussaud. 
Je pense si fort à sa famille et en particulier à toi Éric Jaussaud. Il était si touchant de te voir renvoyer en permanence tout l’amour, toute la fierté et toute l’admiration d’un fils pour son papa. 
Je te présente, ainsi qu’à toute ta famille, mes plus sincères condoléances. » 
Arnaud Tsamère, humoriste, amateur de sport automobile
Le dimanche 1er août 2021, lors du Grand Prix de Hongrie 2021 de Formule 1 sur l’Hungaroring, le commentateur Julien Fébreau rend hommage à Jean-Pierre Jaussaud à trois reprises en direct sur Canal +. Une première fois entre les deux départs, pendant l’interruption de la course au drapeau rouge : « Je profite également de cette interruption pour saluer la mémoire de Jean-Pierre Jaussaud qui nous a quitté il y a quelques jours. Un des grands noms du pilotage français, vainqueur à deux reprises des 24 Heures du Mans, avec deux marques différentes. On a évidemment une grande pensée pour lui, pour sa famille et toute la communauté du sport automobile qui savait apprécier, ô combien, ce jovial et grand pilote français qu’était Jean-Pierre Jaussaud.  » 
Il ajoute ensuite, lors du 29e tour, alors que le pilote originaire d’Évreux, Esteban Ocon, menait la course depuis le 5e tour au volant de son Alpine A521 : « On saluait tout-à-l’heure la mémoire de Jean-Pierre Jaussaud, ce serait tellement bien qu’aujourd’hui, ce soit une Alpine, rien que pour ça, qui s’impose ! » 
Enfin, il salue une dernière fois Jean-Pierre Jaussaud juste après la victoire surprenante du pilote ébroïcien : « [...] Elle est historique cette voiture ! Elle est historique cette victoire ! Il est historique ce pilote ! Victoire d’un Français en Hongrie ! Il l’a fait, lui aussi, il l’a fait ! Il rejoint la liste des Français victorieux d’un Grand Prix de Formule 1 ! Ocon vainqueur ! Oui ! Vainqueur au volant de l’Alpine, mais oui mon garçon ! Mais oui elle est pour toi celle-là ! Elle est pour Alpine ! Elle est pour Jean-Pierre Jaussaud aussi ! [...]  » 
Julien Fébreau, commentateur officiel de la Formule 1 sur Canal+ aux côtés du Canadien Jacques Villeneuve, champion du monde de Formule 1 1997
Une semaine avant les 24 Heures du Mans 2021, le dimanche 15 août 2021 lors de la journée test, l’Alpine A480 n°36 à moteur Gibson du team Alpine Elf Matmut, engagée en catégorie Hypercar, pilotée par les Français Nicolas Lapierre et Matthieu Vaxiviere et le Brésilien André Negrão, porte sur sa carrosserie le nom de Jean-Pierre Jaussaud aux côtés de ceux des pilotes engagés. Sur son compte Twitter, l’écurie commente avec la photo montrant l’hommage en question : « Nos pilotes sont en bonne compagnie... ». Le dimanche 22 août 2021, sur le podium à l’issue de la course (l’Alpine a terminé 3e), après la cérémonie des trophées et du champagne, Philippe Sinault, le patron de l’équipe Alpine Elf Matmut termine son interview diffusée par haut-parleurs sur la pit-lane par « [...] Et une grosse pensée pour Jean-Pierre Jaussaud ! ». 

### Vidéos
- « Interview Jean Pierre Jaussaud - Le Mans 1977 » [vidéo], sur ina.fr, Antenne 2, 11 juin 1977 (consulté le 22 juillet 2021), interview Marc Menant et Bernard Giroux
- « Interview Jean Pierre Jaussaud et Gérard Larrousse - Le Mans 1978 » [vidéo], sur ina.fr, TF1 Automoto, 10 juin 1978 (consulté le 22 juillet 2021), interview José Rosinski avec Gérard Larrousse
- Circuit de PAU - Jean-Pierre Jaussaud -
- Héritage #4 Jean-Pierre Jaussaud 1937-2021 -
- Jean-Pierre Jaussaud - Pilote de courses auto ! -
- Jean-Pierre Jaussaud - Le Mans au V de V FFSA 2012 -
- 24 heures du Mans. La victoire de Rondeau -
- La Matra F1 de Jacky Stewart par Jean-Pierre Jaussaud -
- LGHA 2015 : ITW Jean-Pierre Jaussaud -
- LGHA 2016 : ITW Jean-Pierre Jaussaud -
- Mot de fin des 24h Jean Pierre Jaussaud avec messieurs Jaussaud père et fils -
- Jean-Pierre Jaussaud et Jean Ragnotti au Mans Classic 2018 -
- Cérémonie pour Jean-Pierre Jaussaud - 30 juillet 2021 à Caen -